# Thiago Monteiro (tennis)
Pour les articles homonymes, voir Thiago Monteiro et Monteiro (homonymie).
Thiago Monteiro, né le 31 mai 1994 à Fortaleza, est un joueur de tennis brésilien, professionnel depuis 2011.
Membre de l'équipe du Brésil de Coupe Davis depuis 2016, il est devenu no 1 brésilien en 2018.

## Carrière
Thiago Monteiro connait une brillante carrière chez les juniors marquée par quatre titres en 2011 à l'Asuncion Bowl, la Copa Gerdau de Porto Alegre, l'Astrid Bowl à Charleroi, ainsi que le tournoi d'Offenbach. Ces résultats le classent début 2012 à la 2e place mondiale du classement ITF Junior.
Il se fait connaître chez les professionnels en 2016 lorsqu'il bat le no 9 mondial Jo-Wilfried Tsonga au premier tour du tournoi de Rio de Janeiro alors qu'il n'était classé que 338e mondial (6-3, 3-6, 6-4). Cette victoire reste la plus belle de sa carrière et la seule contre un joueur du top 10. Dans la foulée, il atteint les quarts de finale du tournoi ATP de Sao Pãolo. Il continue sur sa lancée en remportant le tournoi Challenger d'Aix-en-Provence et en disputant une finale à Lyon. En juillet, il passe un tour à Hambourg et accède aux quarts de finale à Gstaad en battant Gilles Simon. Il rentre dans le top 100 du classement ATP en cours d'année et conclut sa saison avec un gain de près de 400 places. En 2017, il est quart de finaliste des tournois de Buenos Aires et de Rio de Janeiro. Pour ses débuts en Grand Chelem, il passe un tour à Roland-Garros en battant difficilement l'invité Alexandre Müller (7-64, 2-6, 4-6, 7-63, 6-0), ainsi qu'à Wimbledon.
Lors de la saison 2018, il atteint notamment les demi-finales du tournoi de Quito où il se distingue en éliminant Gaël Monfils en quart de finale. Après une période infructueuse, il rebondit lors du tournoi de Hambourg, où, repêché des qualifications, il parvient à écarter successivement Gilles Simon et Fernando Verdasco pour se hisser en quart de finale où il s'incline contre le Slovaque Jozef Kovalík. En 2019, il obtient ses principaux résultats sur le circuit secondaire avec trois nouveaux titres. En 2020, il est quart de finaliste à Buenos Aires et Santiago. Début octobre, il accède au 3e tour des Internationaux de France, battant au premier tour le 33e mondial Nikoloz Basilashvili (7-5, 6-4, 6-2) puis l'Américain Marcos Giron (7-65, 6-4, 6-1), avant d'être stoppé par Márton Fucsovics (7-5, 6-1, 6-3).

## Palmarès
Il a remporté cinq tournois Challenger en simple : Aix-en-Provence en 2016, Punta del Este, Brunswick et Lima en 2019, et Punta del Este en 2020.

## Parcours dans les tournois duGrand Chelem

### En simple
| Année | Open d'Australie | Open d'Australie   | Internationaux de France | Internationaux de France | Wimbledon       | Wimbledon           | US Open         | US Open            |
| ----- | ---------------- | ------------------ | ------------------------ | ------------------------ | --------------- | ------------------- | --------------- | ------------------ |
| 2017  | 1er tour (1/64)  | J.-W. Tsonga       | 2e tour (1/32)           | Gaël Monfils             | 2e tour (1/32)  | Karen Khachanov     | 1er tour (1/64) | Malek Jaziri       |
| 2018  | Q1               | Lorenzo Sonego     | Q1                       | Casper Ruud              | Q1              | Grégoire Barrère    | Q2              | Calvin Hemery      |
| 2019  | Q3               | M. Kecmanović      | 1er tour (1/64)          | Dušan Lajović            | 1er tour (1/64) | Kei Nishikori       | 1er tour (1/64) | Bradley Klahn      |
| 2020  | 1er tour (1/64)  | John Isner         | 3e tour (1/16)           | Márton Fucsovics         | Annulé          | Annulé              | 1er tour (1/64) | F. Auger-Aliassime |
| 2021  | 2e tour (1/32)   | Andrey Rublev      | 2e tour (1/32)           | Steve Johnson            | 1er tour (1/64) | F. Auger-Aliassime  | 1er tour (1/64) | Daniel Evans       |
| 2022  | 1er tour (1/64)  | Benoît Paire       | —                        | —                        | 1er tour (1/64) | Jaume Munar         | 2e tour (1/32)  | Karen Khachanov    |
| 2023  | 1er tour (1/64)  | Constant Lestienne | 1er tour (1/64)          | Yannick Hanfmann         | 1er tour (1/64) | Christopher Eubanks | —               | —                  |
| 2024  | —                | —                  | 1er tour (1/64)          | Miomir Kecmanović        | 1er tour (1/64) | Alexei Popyrin      | 1er tour (1/64) | Ugo Humbert        |
| 2025  | 1er tour (1/64)  | Kei Nishikori      | 1er tour (1/64)          | Vít Kopřiva              | Q1              | Yosuke Watanuki     |                 |                    |

N.B. : à droite du résultat se trouve le nom de l'ultime adversaire.

### En double messieurs
| 2021 | 1/8 de finale John Millman \|\| style="text-align:left;" \| Nikola Mektić Mate Pavić | —                                                                                        | —                                                                                    | 2e tour (1/16) Rafael Matos \|\| style="text-align:left;" \| J. S. Cabal Robert Farah | 2e tour (1/16) John Millman \|\| style="text-align:left;" \| Rajeev Ram Joe Salisbury      |                                                                                   |
| 2022 | 2e tour (1/16) D. Altmaier \|\| style="text-align:left;" \| W. Koolhof N. Skupski    | —                                                                                        | —                                                                                    | —                                                                                     | —                                                                                          | 1er tour (1/32) D. Altmaier \|\| style="text-align:left;" \| I. Dodig A. Krajicek |
| 2023 | 1er tour (1/32) P. Martínez \|\| style="text-align:left;" \| L. Harris R. Klaasen    | 1er tour (1/32) J. P. Varillas \|\| style="text-align:left;" \| R. Jebavý L. D. Martínez | 1er tour (1/32) M. Cecchinato \|\| style="text-align:left;" \| R. Hijikata J. Kubler | —                                                                                     | —                                                                                          |                                                                                   |
| 2024 | —                                                                                    | —                                                                                        | —                                                                                    | —                                                                                     | 1er tour (1/32) T. Seyboth Wild \|\| style="text-align:left;" \| M. Granollers H. Zeballos | 2e tour (1/16) M. Navone \|\| style="text-align:left;" \| K. Krawietz Tim Pütz    |

N.B. : le nom du partenaire se trouve sous le résultat ; le nom des ultimes adversaires se trouve à droite.

## Parcours dans lesMasters 1000
| Année | Indian Wells         | Miami               | Monte-Carlo | Madrid               | Rome                   | Canada | Cincinnati | Shanghai | Paris |
| ----- | -------------------- | ------------------- | ----------- | -------------------- | ---------------------- | ------ | ---------- | -------- | ----- |
| 2017  | 1er tour M. Kližan   | 1er tour V. Troicki | —           | —                    | 1er tour F. Mayer      | —      | —          | —        | —     |
|       |                      |                     |             |                      |                        |        |            |          |       |
| 2019  | —                    | 1er tour B. Tomic   | —           | —                    | —                      | —      | —          | —        | —     |
|       |                      |                     |             |                      |                        |        |            |          |       |
| 2021  | 1er tour T. Sandgren | —                   | —           | —                    | —                      | —      | —          | n.o.     | —     |
|       |                      |                     |             |                      |                        |        |            |          |       |
| 2023  | 1er tour Guido Pella | 2e tour F. Auger    | —           | 2e tour K. Khachanov | 2e tour B. Ćorić       | —      | —          | —        | —     |
| 2024  | —                    | —                   | —           | 3e tour J. Lehečka   | 1/8 de finale Zhang Z. | —      | —          | —        | —     |

N.B. : sous le résultat se trouve le nom de l’ultime adversaire.

## Victoires sur le top 10
Toutes ses victoires sur des joueurs classés dans le top 10 de l'ATP lors de la rencontre.
| Légende      |
| Grand Chelem |
| Masters 1000 |
| ATP 500      |
| ATP 250      |
| Coupe Davis  |

| # | T.M.   | Tournoi        | Année | Surface      | Adversaire         | Rang | Tour | Score         |
| - | ------ | -------------- | ----- | ------------ | ------------------ | ---- | ---- | ------------- |
| 1 | no 338 | Rio de Janeiro | 2016  | Terre battue | Jo-Wilfried Tsonga | no 9 | 1/16 | 6-3, 3-6, 6-4 |
| 2 | no 117 | Rio de Janeiro | 2024  | Terre battue | Carlos Alcaraz     | no 2 | 1/16 | 1-1 ab.       |
| 3 | no 118 | Madrid         | 2024  | Terre battue | Stéfanos Tsitsipás | no 7 | 1/32 | 6-4, 6-4      |
| 4 | no 85  | Båstad         | 2024  | Terre battue | Casper Ruud        | no 9 | 1/8  | 6-3, 6-3      |

## Classements ATP en fin de saison
| Année          | 2009 | 2010 | 2011 | 2012 | 2013 | 2014 | 2015 | 2016 | 2017 | 2018 | 2019 | 2020 | 2021 | 2022 | 2023 | 2024 |
| Rang en simple | –    | 1113 | 696  | 439  | 270  | 563  | 392  | 82   | 124  | 123  | 89   | 84   | 88   | 71   | 122  | 109  |
| Rang en double | 1400 | –    | 1319 | 1131 | 451  | 1131 | 730  | 607  | 632  | 468  | 548  | 230  | 157  | 414  | –    | 567  |

Source : (en) Classements de Thiago Monteiro sur le site officiel de la Fédération internationale de tennis